# Le soleil se couche à l'aube
 (juillet 2025).
Si vous disposez d'ouvrages ou d'articles de référence ou si vous connaissez des sites web de qualité traitant du thème abordé ici, merci de compléter l'article en donnant les références utiles à sa vérifiabilité et en les liant à la section « Notes et références ».
Pour plus de détails, voir Fiche technique et Distribution.
Le soleil se couche à l'aube (The Sun Sets at Dawn) est un film américain en noir et blanc réalisé par Paul Sloane, sorti en 1950.

## Synopsis
Un jeune homme, Bill (interprété par Patrick Waltz), est condamné à mort pour un crime qu’il nie avoir commis. Alors qu'un groupe de journaliste réalise que le meurtre rappelle étrangement le mode opératoire d'un criminel supposé mort depuis trois ans, Bill est choisi pour être le premier à être exécuté sur la nouvelle chaise électrique du pénitencier. Au moment fatidique, une panne de l’appareil interrompt in extremis l’exécution, offrant un délai supplémentaire aux journalistes pour creuser l'affaire, et peut-être trouver le véritable coupable.

## Fiche technique
- Réalisation : Paul Sloane
- Scénario : Paul Sloane
- Directeur de la photographie : Lionel Lindon
- Musique : Leith Stevens
- Producteur : Helen H. Rathvon, Paul Sloane
- Société de production : Holiday Films
- Société de distribution : Eagle-Lion Films
- Pays de production :  États-Unis
- Langue originale : anglais américain
- Format : noir et blanc — 35 mm — 1,37:1 — son : mono (RCA Sound System)
- Genre : policier, drame, film noir
- Durée : 71 minutes
- Date de sortie :
  - États-Unis : 1er novembre 1950

## Distribution
- Sally Parr : la fille
- Philip Shawn : Bill / le garçon
- Walter Reed : l'aumônier
- Lee Frederick (en) : Blackie
- Houseley Stevenson : Pops
- Howard St. John : le gardien
- Louise Lorimer : la femme du gardien
- Raymond Bramley : Jim / sous-directeur
- Charles Meredith : Reporter, AP
- King Donovan : Reporter, National News Service
- Charles Arnt : Reporter, Globe Express
- Sam Edwards : Reporter, Herald
- Percy Helton : Reporter, Feature Syndicate